# Phare de l'Isle Royale
Le phare de l'Isle Royale (en anglais : Isle Royale Lighthouse) est un phare américain sur le lac Supérieur situé dans le comté de Keweenaw, dans le Michigan. Protégé au sein du parc national de l'Isle Royale, il est lui-même inscrit au Registre national des lieux historiques depuis le 4 août 1983.

## Caractéristiques dufeu maritime
Fréquence : 6 secondes (W)
- Lumière : 0.6 seconde
- Obscurité : 5.4 secondes

Identifiant : ARLHS : USA-407 ; USCG :  7-16710 .

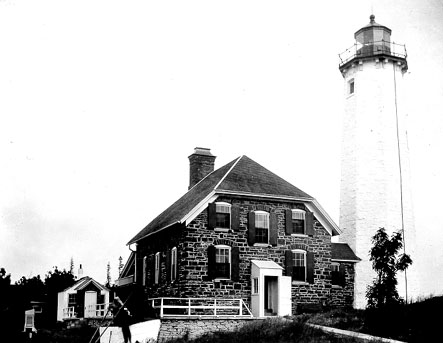
Le phare de 1866 (photo USCG)
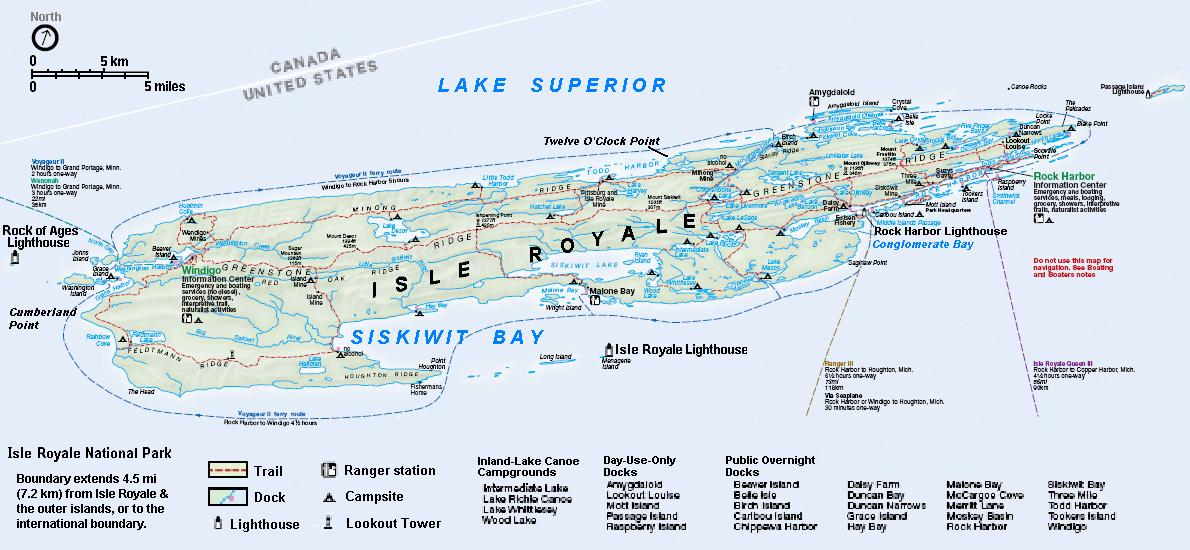
Plan d'Isle Royale

### Lien connexe
- Liste des phares au Michigan